# 景昭皇后
景昭皇后（けいしょうこうごう、生没年不詳）は、前燕の景昭帝慕容儁の皇后。姓は可足渾氏。4代君主慕容暐の母。前燕の尚書令・豫章公可足渾翼の従姉に当たる。

## 生涯
慕容儁に嫁いで慕容暐を生んだ。
353年2月、皇后に立てられ、慕容曄が皇太子に立てられた。356年7月、慕容曄が早世したため、代わって可足渾氏の子の慕容暐が皇太子に立てられた。
358年、慕容垂の妻である段妃（段末波の娘）は自らが貴族であることから、可足渾皇后を敬わなかった。彼女はこれを大いに憎み、中常侍涅皓に命じて段王妃が典書令高弼と共に呪術を行ったという偽りの罪をでっち上げ、投獄した上に拷問を加えた。
その後、慕容垂は亡き段妃の妹を娶ったが、可足渾皇太后はこれを離縁させ、自らの妹である長安君を慕容垂の妻として与えた。慕容垂はこれをやむなく受け入れたものの、これ以降大いに彼女を憎むようになった。
360年1月、慕容儁がこの世を去ると、慕容暐が即位した。2月、可足渾皇后は皇太后に立てられた。
慕容暐はまだ幼かったので、太宰慕容恪が朝政を主管し、太傅慕容評・太保陽騖・太師慕輿根がその補佐に当たった。可足渾皇太后もまたしきりに朝政に関与するようになったという。
慕輿根は慕容恪が国政を担っていることに不満を抱いており、密かに政権の掌握を目論んでいた。そのため、可足渾皇太后が政治に口出しを行っていたことに託け、これを契機に国を乱そうと考え、慕容恪の下へ出向くと慕容暐と可足渾皇太后を排斥して自ら帝位に即くよう勧めたが、慕容恪は応じなかった。そのため、今度は慕容恪と慕容評の誅殺を考え、慕容暐と可足渾皇太后の下へ出向くと、彼女らへ「太宰（慕容恪）と太傅（慕容評）が謀反を企てております。臣が禁兵（近衛兵）を率いて彼らを誅殺し、社稷を安んじることをお許しください」と偽りの進言を行った。可足渾夫人はこれを信用して許可しようとしたが、慕容暐が「二公は国家の親賢（親族の賢臣）です。先帝により選ばれ、孤児と寡婦（慕容暐と可足渾皇太后）の補佐をしてくれているのです。必ずやそのような事はしません。それに、太師こそが造反を考えているのでないとも限らないでしょう！」と反対したため、取りやめとなった。また、慕輿根は郷里である東土（中国の東側。前燕がかつて本拠地としていた遼西地方を指す）を懐かしみ、可足渾皇太后らへ向けて「今、天下は混迷し、外敵も一つではありません。この国難を大いに憂えているところであり、東の地へ戻られるべきかと存じます」と訴え、還都を強行しようとしたが、慕容暐がこれを中止させた。ここにおいて次第に慕輿根の反心が明らかとなると、慕容恪は遂に誅殺を決め、慕容評と謀って慕輿根を誅殺した。
367年5月、国政の第一人者である慕容恪がこの世を去った。彼は死の間際、呉王慕容垂を重用するよう遺言したが、可足渾皇太后は彼の威名を忌み嫌っており、慕容評もまたその存在を快く思っていなかったので、その勧めに従うことはなかった。これ以降、可足渾皇太后は慕容評と共に朝政を主管するようになるが、彼らは腐敗政治を展開して前燕を大いに衰退させたという。
369年4月、東晋の大司馬桓温が前燕征伐の兵を挙げて鄴城近郊まで迫ったが、慕容垂がこれを撃退した。これにより慕容垂の威名はますます轟くようになり、可足渾皇太后はさらに彼を忌避するようになった。遂には慕容評と謀って慕容垂誅殺を密かに目論むようになった。11月、慕容垂は禍を恐れて前秦へ亡命した。
その後間もなく、可足渾皇太后は崩御した。景昭皇后と諡され、慕容儁の宗廟に配享された。
384年1月、慕容垂が後燕を創建すると、社稷を傾けようとした可足渾皇太后を宗廟に祀るには相応しくないと考え、昭儀の段氏を尊んで景徳皇后と追尊して慕容儁の宗廟に配享した。

## 伝記資料
- 『晋書』載記
- 『十六国春秋』
- 『資治通鑑』